# Zapasy na Letnich Igrzyskach Olimpijskich 1896
Zapasy na Letnich Igrzyskach Olimpijskich 1896 – jedna z dyscyplin na Letnich Igrzyskach Olimpijskich 1896. Wystartowało w nich pięciu zawodników z czterech państw.
Rozegrano w nich tylko jedną konkurencję, czyli zawody w stylu klasycznym bez podziału na kategorie wagowe. Odbyły się w dniach 10-11 kwietnia 1896 roku na głównej arenie igrzysk, czyli stadionie Panathinaiko. Pierwszym nowożytnym zwycięzcą olimpijskim został Niemiec Carl Schuhmann, który w finale pokonał reprezentanta gospodarzy, Jeorjosa Tsitasa. Trzecie miejsce zajął inny Grek, Stefanos Christopulos (zwycięzca otrzymywał srebro, wicemistrz brąz, a trzeci zawodnik nie dostawał medalu; dopiero później MKOl przyznał mocą wsteczną złote, srebrne i brązowe medale najlepszym trzem zawodnikom).

## Przed igrzyskami
W Atenach w dniach 12-24 listopada 1894 roku, organizatorzy pierwszych nowożytnych igrzysk olimpijskich ustalili listę dyscyplin sportowych, w których możliwe było zorganizowanie zawodów amatorskich. Wśród nich znalazły się zapasy w stylu klasycznym. Mimo iż Pierre de Coubertin nie był nastawiony do nich zbyt entuzjastycznie, włączono je do programu z powodu ich długiej tradycji – stanowiły bowiem ważną część starożytnych igrzysk olimpijskich. To nimi z reguły kończono starożytne igrzyska i planowano uczynić podobnie na pierwszych nowożytnych igrzyskach olimpijskich w Atenach (ostatecznie zapasy nie zostały ostatnią konkurencją zawodów). Niechęć Coubertina do tej dyscypliny wynikała też z tego, że podówczas zmagania zapaśnicze kojarzono raczej z zawodami dla profesjonalistów. Dodatkowym problemem było także nieuznawanie w Wielkiej Brytanii i Stanach Zjednoczonych, a więc w ważnych dla krzewienia ruchu olimpijskiego państwach, obowiązujących w tej dyscyplinie przepisów francuskich.
Zgodnie z życzeniem barona de Coubertina, dla sportowców biorących udział w nadchodzących ateńskich igrzyskach nie przewidywano nagród materialnych. Spowodowało to znaczne zmniejszenie prestiżu sportowego zapasów. Na starcie nie pojawiło się bowiem wielu uznanych zapaśników, a w zawodach ostatecznie wystąpiło tylko pięciu sportowców.
Organizatorzy powołali również komisję nadzorującą przebieg zawodów zapaśniczych i gimnastycznych. W jej skład weszli:
- Przewodniczący – Joanis Fokianos,
- Sekretarz – George Streit,
- Członkowie – Joanis Jenisarlis, Lukas Belos, Nikolaos Politis, Charles Waldstein, Dimitri Aiginitis, Dimitrios Sekkeris, Spiridion Komunduros, Konstandinos Manos, Spiridion Antonopulos.

## Format i zasady

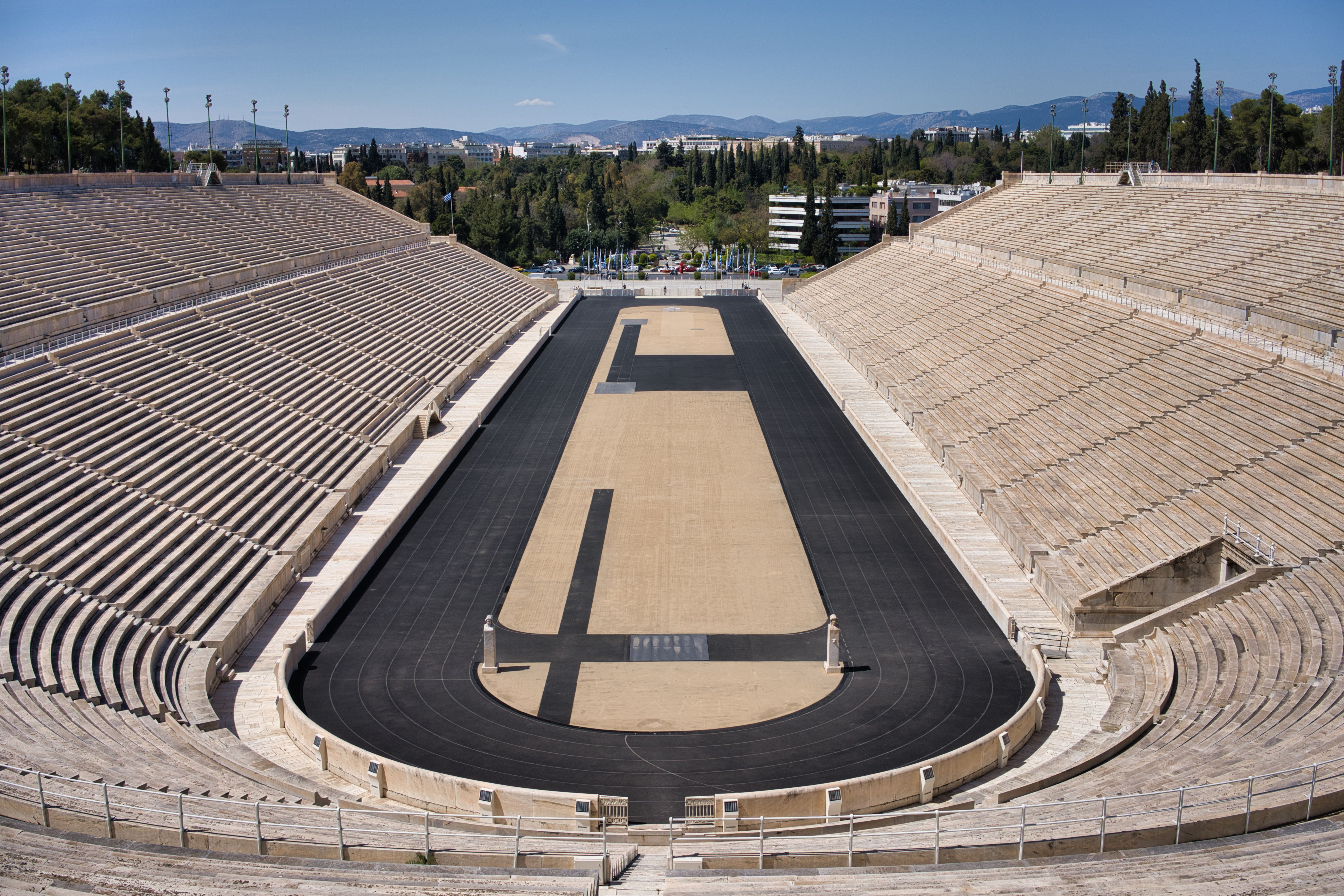
Współczesne zdjęcie areny zawodów zapaśniczych – stadion Panathinaiko

W programie igrzysk znalazła się w tej dyscyplinie jedna konkurencja, czyli walka w stylu klasycznym bez limitów wagowych. Z racji bardzo ogólnych zasad jakie obowiązywały w tych zawodach, niektórzy badacze mają zastrzeżenia co do nazywania tych zawodów walką w stylu klasycznym (m.in. dozwolone były niektóre chwyty za nogi).
W regulaminie zawodów wyszczególniono sześć punktów. Pierwsze dwa dotyczyły formatu rozgrywek, zaś cztery kolejne określały zasady mające obowiązywać zapaśników na olimpijskiej arenie. Brzmiały one następująco:
- W czasie walki zabrania się: trzymania przeciwnika za głowę oraz szyję i narządy płciowe, podcinania, dławienia, gryzienia, bicia i wbijania paznokci.
- Zapasy prowadzone są otwartymi dłońmi. Zabrania się zamykania dłoni.
- Zawodnikom zabrania się noszenia butów.
- Zawodnik przegrywa w momencie, gdy upadając na plecy jego oba ramiona dotykają jednocześnie podłoża.

W jedynej rozegranej konkurencji nie było limitów wagowych, ani ograniczeń czasowych – walka kończyła się, gdy któryś z zawodników został rzucony na plecy, albo gdy się poddał. Zawody odbywały się w polu bramkowym na stadionie Panathinaiko, w specjalnie wytyczonym piaszczystym okręgu.

## Przebieg turnieju

### Ćwierćfinały
Na starcie turnieju pojawiło się pięciu zawodników z czterech państw, którzy rozpoczęli swe zmagania 10 kwietnia. Wśród nich znaleźli się: Jeorjos Tsitas i Stefanos Christopulos (Grecja), Launceston Elliot (Wielka Brytania), Momcsilló Tapavicza (Węgry) i Carl Schuhmann (Niemcy). Poza greckimi zapaśnikami, wszyscy pozostali startowali już na tych igrzyskach w innych konkurencjach. Według Billa Mallona i Ture Widlunda, na liście zgłoszonych do zawodów było jeszcze pięciu sportowców: Viggo Jensen i Charles Winckler z Danii, Louis Zutter ze Szwajcarii, Charles Champaud ze Szwajcarii (powszechnie jednak uznawany za reprezentanta Bułgarii) i Nikołaj de Ritter z Rosji. Badacze ci twierdzą, że dwóch z nich, czyli Winckler i de Ritter, nie pojawiło się w ogóle w Atenach. Niektórzy autorzy podają, że pochodzący z Kijowa de Ritter dotarł do Aten (jako jedyny z ekipy rosyjskiej, która z braku funduszy utknęła w Konstantynopolu), zapisując się na zawody strzeleckie i zapaśnicze. Ostatecznie miał się jednak z nich wycofać.
W pojedynkach ćwierćfinałowych nie uczestniczył Jeorjos Tsitas, który miał wolny los i bez walki awansował do półfinału. Rywalem dla niego miał być zwycięzca pary Stefanos Christopulos–Momcsilló Tapavicza. Tapavicza brał udział już w tenisowym turnieju singlistów i podnoszeniu ciężarów oburącz. W drugiej z tych konkurencji odniósł kontuzję, przez co zrezygnował z podnoszenia jednorącz i konkurencji lekkoatletycznych. Nie wycofał się jednak z zapasów. W pojedynku z Christopulosem walczył z obandażowaną prawą ręką. Walka była bardzo wyrównana, ale reprezentant Węgier pierwszy uległ zmęczeniu i poddał się.
Drugą i ostatnią parę ćwierćfinałową stanowili mistrzowie olimpijscy z ateńskich igrzysk, a więc Carl Schuhmann i Launceston Elliot. Wśród faworyta zawodów upatrywano przede wszystkim Elliota, który wśród Greków był popularny i uważany za przystojnego oraz dobrze zbudowanego. Miał on bowiem niemal 190 cm wzrostu i ważył zapewne około 100 kg. Dla porównania jego rywal z Niemiec miał około 160 cm wzrostu i ważył około 70 kg. Pojedynek ten nadspodziewanie łatwo wygrał znacznie mniejszy Schuhmann, który rzucił swego rywala na podłoże. Elliot kwestionował jednak decyzję sędziów; twierdził, że tylko jedno z jego ramion dotknęło podłoża (co w przepisach było dozwolone) i nie przyjął jej do wiadomości. Został przymusowo eskortowany poza stadion przez członków greckiej rodziny królewskiej.

### Półfinał
Carl Schuhmann, zwycięzca ćwierćfinałowego pojedynku z Launcestonem Elliotem, otrzymał w półfinale wolny los i od razu awansował do finału. W jedynej zatem walce półfinałowej spotkało się dwóch greckich zapaśników – Jeorjos Tsitas i Stefanos Christopulos. Grecka publiczność była bardzo niezadowolona z tej sytuacji, gdyż w jednym półfinale spotkali się przedstawiciele gospodarzy. Niektórzy widzowie głośno wyrażali swoje niezadowolenie i żądali, aby w półfinale stanęli naprzeciw siebie przedstawiciele dwóch różnych narodowości. Ostatecznie jednak pojedynek Tsitasa i Christopulosa odbył się. Zwyciężył Tsitas, który po pewnym czasie rzucił swojego przeciwnika na tyle mocno, że Christopulos doznał obrażeń ramienia (być może nawet złamania) i przez kilka dni leżał kontuzjowany w łóżku.

### Finał

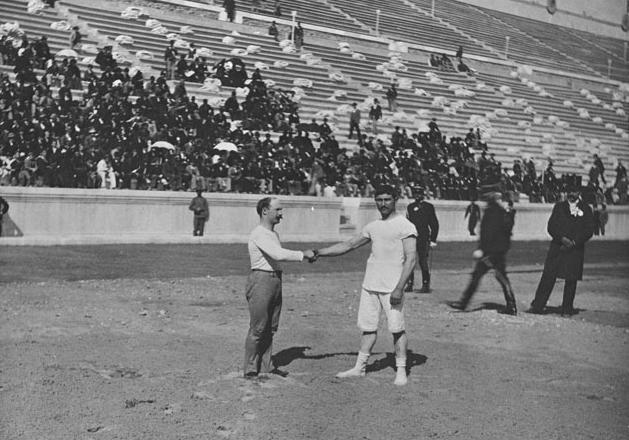
Walka finałowa: Carl Schuhmann–Jeorjos Tsitas

W finale, który zaczęto późnym popołudniem 10 kwietnia, spotkali się zatem Carl Schuhmann i Jeorjos Tsitas. Również w tym przypadku rywal niemieckiego sportowca był lepiej zbudowany niż on, różnica była też widoczna w ubiorze zawodników – Niemiec ubrany był w długie ciemne spodnie z białą koszulką z długimi rękawami, a jego rywal miał krótkie białe spodenki i białą koszulkę z krótkim rękawem. Wyrównana walka finałowa pomiędzy Tsitasem i Schuhmannem została przerwana po 40 minutach, gdyż powoli zapadał zmrok i część obserwatorów zaczęła opuszczać stadion. Mecz przełożono na 9:00 w dniu następnym, choć Schuhmann protestował i twierdził, że w ciągu kilku minut pokonałby urodzonego w Smyrnie zawodnika. Duży wpływ na malejącą frekwencję zawodów miało zwycięstwo Spiridona Luisa w biegu maratońskim, zakończonym tego samego dnia około 17. Gdy Luis, okrzyknięty przez Greków bohaterem narodowym, opuścił stadion, wielu Greków chciało się z nim spotkać osobiście, pomijając przy tym inne zawody (w tym zapaśnicze).
Było to widoczne w dniu następnym, gdy walka finałowa była kontynuowana. Mimo tego, że wstęp był bezpłatny, na trybunach zgromadziła się stosunkowo niewielka liczba widzów. Po wznowieniu walki, Schuhmannowi wystarczyło według różnych źródeł około 15, 20 lub 25 minut, aby pokonać Tsitasa. W decydującym momencie Niemiec złapał Greka w pasie biodrowym, powalając go chwilę potem na plecy. Publiczność zgromadzona na trybunach zażądała wtedy, aby do walki z Schuhmannem stanął Stefanos Christopulos, jednak ten po pojedynku półfinałowym miał na tyle poważne obrażenia, że „nie był w stanie ruszyć się z kanapy”. Schuhmann został więc mistrzem olimpijskim po raz czwarty i był pierwszym od 1683 lat mistrzem olimpijskim w zapasach (ostatnim znanym mistrzem antycznym był Aurelius Aelix z Fenicji). Niedługo po zawodach pojawiły się jednak pogłoski, jakoby Carl Schuhmann nie był amatorem (rok wcześniej zwyciężył w zawodach gimnastycznych w Rzymie). Ostatecznie do dyskwalifikacji nie doszło.
Schuhmann, mimo pokonania w finale reprezentanta gospodarzy, cieszył się sympatią wśród greckiej publiczności.

## Drabinka turniejowa
|  | Ćwierćfinały          | Ćwierćfinały          | Ćwierćfinały |  |  | Półfinały             | Półfinały             | Półfinały      |  |                | Finał | Finał | Finał |
|  |                       |                       |              |  |  |                       |                       |                |  |                |       |       |       |
|  | Carl Schuhmann        |                       |              |  |  |                       |                       |                |  |                |       |       |       |
|  | Launceston Elliot     | Launceston Elliot     |              |  |  | Carl Schuhmann        | Carl Schuhmann        |                |  |                |       |       |       |
|  |                       |                       |              |  |  | wolny los             |                       |                |  |                |       |       |       |
|  |                       |                       |              |  |  |                       |                       |                |  | Carl Schuhmann |       |       |       |
|  | Momcsilló Tapavicza   | Momcsilló Tapavicza   |              |  |  |                       | Jeorjos Tsitas        | Jeorjos Tsitas |  |                |       |       |       |
|  | Stefanos Christopulos | Stefanos Christopulos |              |  |  | Stefanos Christopulos | Stefanos Christopulos |                |  |                |       |       |       |
|  | wolny los             | wolny los             |              |  |  | Jeorjos Tsitas        | Jeorjos Tsitas        |                |  |                |       |       |       |
|  | Jeorjos Tsitas        |                       |              |  |  |                       |                       |                |  |                |       |       |       |
|  |                       |                       |              |  |  |                       |                       |                |  |                |       |       |       |
|  |                       |                       |              |  |  |                       |                       |                |  |                |       |       |       |

## Ostateczna klasyfikacja
| Poz.   | Zawodnik              | Kraj                 |
| ------ | --------------------- | -------------------- |
| złoto  | Carl Schuhmann        | Cesarstwo Niemieckie |
| srebro | Jeorjos Tsitas        | Grecja               |
| brąz   | Stefanos Christopulos | Grecja               |
| 4.     | Launceston Elliot     | Wielka Brytania      |
| 4.     | Momcsilló Tapavicza   | Węgry                |